# Švédské zdravotní středisko
Švédské zdravotní středisko (anglicky Swedish Medical Center) je soukromá nezisková nemocnice nacházející se v americkém městě Seattle.

## Historie
Nemocnice byla založena v roce 1910 švédským imigrantem Nilsem Augustem Johansonem. Tehdy ještě sídlila ve dvoupatrové budově s 24 lůžky. O dva roky později, v roce 1912, nemocnici připadla 40 lůžková budova, která je dnes součástí jejího kampusu, po tom, co nečekaně zemřel její majitel, Edmund Rininger. V roce 1932 zde bylo otevřeno rakovinové centrum, první západně od řeky Mississippi. K roku 2015 měla nemocnice kapacitu 1 512 lůžek a zaměstnávala více než 12 205 lidí.